# Phyllonemus typus
Phyllonemus typus är en fiskart som beskrevs av Boulenger, 1906. Phyllonemus typus ingår i släktet Phyllonemus och familjen Claroteidae. IUCN kategoriserar arten globalt som livskraftig. Inga underarter finns listade i Catalogue of Life.